# Lenore Fahnig
Lenore Fahrig es profesora del departamento de biología de la Universidad de Carleton (Canadá) y miembro de la Royal Society of Canada. Fahrig estudia los efectos de la estructura del paisaje y la disposición de los bosques, los humedales, las carreteras, las ciudades y los cultivos en las poblaciones silvestres y biodiversidad, y es conocida especialmente por su trabajo sobre la fragmentación del hábitat.

## Vida y educación
Fahrig es de Ottawa, Ontario. Es Bióloga licenciada de la Universidad de Queen, Kingston, en 1981, y realizó un máster en la Universidad de Carleton, Ottawa, en 1983, bajo la supervisión de Gray Merriam, sobre la conectividad del hábitat y la estabilidad de las poblaciones. En 1987 completó su doctorado en la Universidad de Toronto, bajo la supervisión de Jyri Paloheimo, sobre los efectos del comportamiento de dispersión de los animales en la relación entre el tamaño de la población y la disposición espacial del hábitat.

## Investigación y carrera
Después de su doctorado, Fahrig trabajó durante dos años como becaria posdoctoral en la Universidad de Virginia, investigando cómo las diferentes estrategias de dispersión de las plantas permiten a las especies responder a las perturbaciones ambientales. Luego pasó dos años como investigadora científica para el Departamento Federal de Pesca y Océanos en St. John's (Terranova, Canadá), donde modeló las interacciones espaciales y temporales entre las pesquerías y las poblaciones de peces. En 1991 se trasladó a la facultad del Departamento de Biología de la Universidad de Carleton, en Ottawa, y desde entonces ha sido nombrada profesora del Rectorado.
Fahrig es más conocida por su trabajo sobre la fragmentación del hábitat. Sus primeros trabajos en este campo culminaron en su muy citada revisión de 2003 Fahrig sostiene que los efectos de la fragmentación (rompimiento del hábitat en pequeñas parcelas) sobre la biodiversidad deben estimarse independientemente de los efectos de la pérdida de hábitat, mostrando que los efectos combinados de la pérdida de hábitat y la fragmentación se deben casi por completo a los efectos de la pérdida de hábitat por sí solos. Esto es importante para la conservación de las especies porque significa que, por área, el hábitat en pequeñas parcelas es tan valioso para la conservación como el hábitat en grandes parcelas. Este hallazgo invalida una "excusa" habitual para la destrucción del hábitat, a saber, el supuesto bajo valor de conservación de las parcelas pequeñas. El trabajo posterior de Fahrig sobre la fragmentación del hábitat descubrió que los efectos de la fragmentación del hábitat sobre la biodiversidad, independientemente de los efectos de la pérdida de hábitat, tienen más probabilidades de ser positivos que negativos. Esto indica que los parches pequeños tienen un alto valor acumulativo para la biodiversidad, y proporciona apoyo a los esfuerzos de conservación a pequeña escala. Fahrig presentó su trabajo sobre la fragmentación del hábitat en la celebración del 50.º aniversario de The Theory of Island Biogeography[] y en el Foro Mundial de la Biodiversidad. Publicó un artículo retrospectivo sobre su investigación en la fragmentación del hábitat con motivo del 30.º aniversario de la revista Global Ecology and Biogeography.
Fahrig también ha trabajado en la conectividad de los hábitats, la ecología de las carreteras y los efectos de la heterogeneidad de cultivos sobre la biodiversidad. Basándose en su tesis de licenciatura de 1983, Fahrig y Merriam publicaron el primer artículo sobre conectividad de hábitats y aportaron las primeras pruebas del concepto de corredores de desplazamiento de la fauna. Estos conceptos -conectividad del hábitat y corredores de desplazamiento de la fauna- se utilizan ampliamente en la planificación de la conservación a gran escala, en la planificación de vías verdes municipales y regionales y en la mitigación de los efectos de las carreteras sobre la fauna. Los trabajos posteriores de Fahrig y sus colegas demostraron la importancia de distinguir entre la conectividad estructural y la funcional y demostraron que la fragmentación del hábitat no disminuye necesariamente la conectividad funcional. Entre las contribuciones de Fahrig a la ecología de las carreteras se encuentra el primer trabajo que demostró que el atropello provoca un descenso de las poblaciones de fauna silvestre. Su trabajo posterior demostró que las carreteras tienen un impacto fuerte y generalizado en las poblaciones de fauna silvestre. Fahrig y sus estudiantes descubrieron que los grupos de especies cuyas poblaciones se ven más afectadas por las carreteras son los anfibios, los reptiles y los mamíferos con bajas tasas de reproducción. También argumentaron que los lugares con un alto grado de atropello no son necesariamente los mejores para mitigar los efectos de las carreteras en la fauna, y que los ecopasajes por sí solos no reducen el atropello. Su investigación sobre la heterogeneidad de las tierras de cultivo muestra que las regiones con pequeños campos de cultivo tienen una mayor biodiversidad que las regiones con grandes campos de cultivo, incluso cuando la superficie total de producción de cultivos es la misma. Además, su grupo demostró que este beneficio de la heterogeneidad de las tierras de cultivo para la biodiversidad es tan grande como los beneficios derivados de la reducción de prácticas intensas como el uso de pesticidas. Es coautora de un libro sobre ecología vial y de varias revisiones importantes sobre el tema.

## Premios y honores
2016 Elegido miembro de la Real Sociedad de Canadá
2018 Medalla Miroslaw Romanowski para las ciencias ambientales
2019 Chancellor's Professor: máxima distinción de la Universidad de Carleton por sus investigaciones y becas
2021 Beca Guggenheim en Geografía y Estudios Ambientales de la Fundación Guggenheim
2021 Premio del Presidente de la Sociedad Canadiense de Ecología y Evolución a la Excelencia Investigadora
2021 Premio Fundación BBVA Fronteras del Conocimiento en Ecología y Biología de la Conservación